# Mark Zabel
Mark Zabel (* 12. August 1973 in Calbe (Saale), DDR) ist ein ehemaliger deutscher Kanute.
Zabel begann seine Karriere beim TSG Calbe und wechselte dann zum SC Magdeburg. In seiner Laufbahn wurde er im Vierer-Kajak einmal Olympiasieger, sechsmal Weltmeister und zweimal Silbermedaillengewinner bei Olympischen Spielen. Außerdem gewann Mark Zabel 2005 das 20 km lange Surf Ski Rennen bei der Ostsee-Challenge in Rerik. 
2005 beendete er seine Laufbahn als aktiver Sportler. Danach war bis Ende 2014 als Landestrainer im Landes-Kanu-Verband Sachsen-Anhalt tätig. Seit 2015 arbeitet er als Kanutrainer im Landesleistungszentrum Sachsen-Anhalt in Magdeburg.

## Medaillen

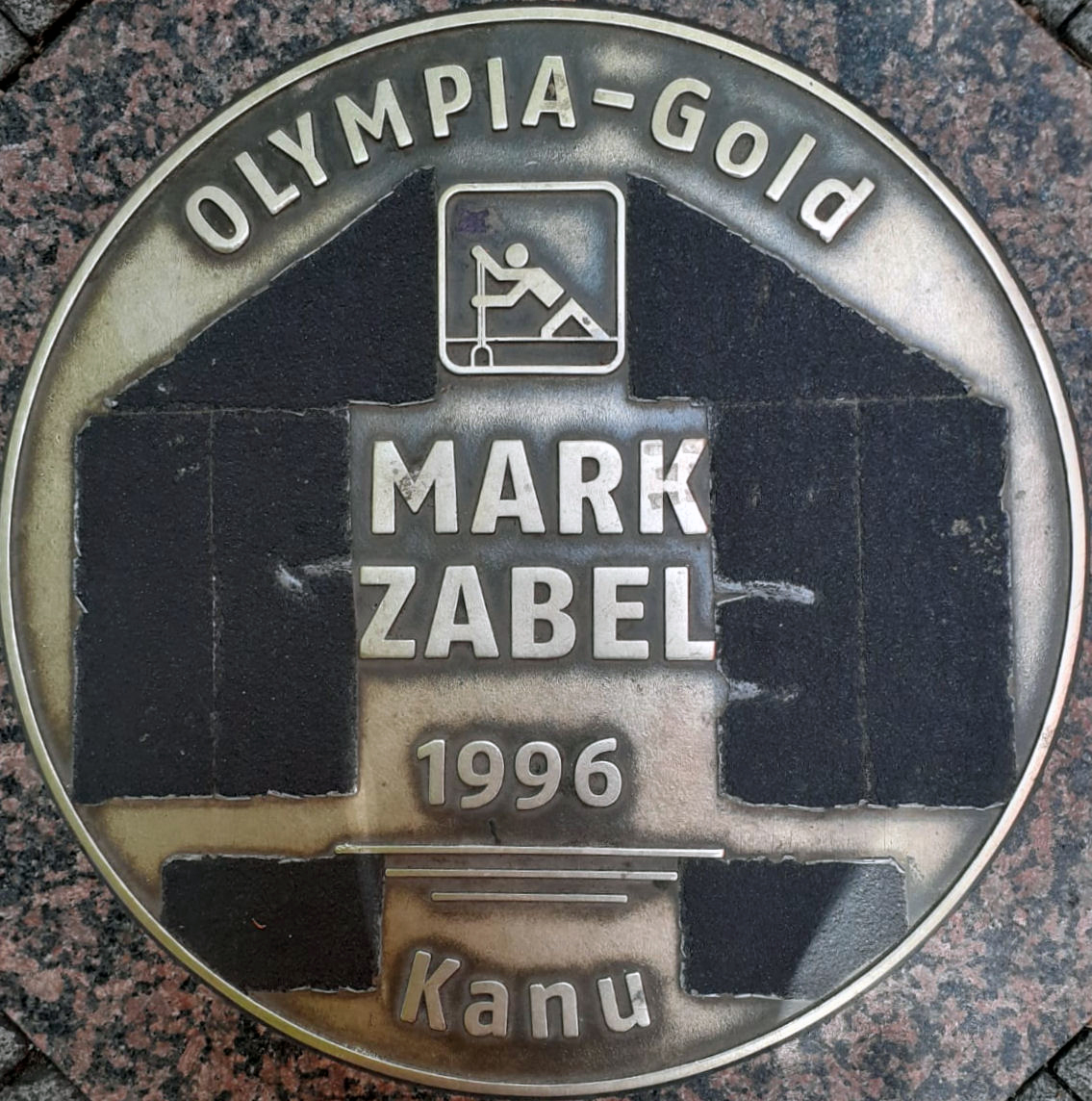
Sports Walk of Fame in Magdeburg

- Weltmeisterschaft 1995
  - Viererkajak 200 Meter: Bronze
  - Viererkajak 500 Meter: Silber
  - Viererkajak 1000 Meter: Gold
- Olympische Sommerspiele 1996
  - Viererkajak 1000 Meter: Gold
- Weltmeisterschaft 1997
  - Viererkajak 200 Meter: Bronze
  - Viererkajak 500 Meter: Silber
  - Viererkajak 1000 Meter: Gold
- Weltmeisterschaft 1998
  - Viererkajak 500 Meter: Gold
  - Viererkajak 1000 Meter: Gold
- Weltmeisterschaft 1999
  - Viererkajak 500 Meter: Gold
  - Viererkajak 1000 Meter: Silber
- Olympische Sommerspiele 2000
  - Viererkajak 1000 Meter: Silber
- Europameisterschaft 2000
  - Viererkajak 500 Meter: Gold
  - Viererkajak 1000 Meter: Gold
- Weltmeisterschaft 2001
  - Viererkajak 1000 Meter: Gold
- Europameisterschaft 2001
  - Viererkajak 1000 Meter: Silber
- Weltmeisterschaft 2002
  - Viererkajak 1000 Meter: Silber
- Weltmeisterschaft 2003
  - Viererkajak 1000 Meter: Bronze
- Olympische Sommerspiele 2004
  - Viererkajak 1000 Meter: Silber